# نينورتا توكولتي آشور
نينورتا توكولتي آشور هو الملك ال84 لآشور من القرن 11 ق م، حسب قائمة ملوك آشور حكم لبضعة أشهر في سنة 1133 ق م بعد أن قام شقيقه موتاكيل نوسكو بخلعه.